# Oeuvre van John Harbison
Het oeuvre van John Harbison is veelzijdig. Onderstaand een overzicht op jaartal van compositie; voor indeling naar soort muziek, klikt u op de externe link. 

## Oeuvre

### voor 1970
- (1954): Confinement, voor groot ensemble;
- (1954): Capriccio, voor tompet en piano;
- (1955): Two prayers for male voices, voor tenor, bariton, bas en koor;
- (1959): Ave Maria voor solisten en koor;
- (1959): He shall not cry, voor solisten, koor en orgel;
- (1961): Duo voor fluit en piano;
- (1968): Serenade, voor fluit/klarinet en basklarinet/viool/altviool/cello;
- (1969): Pianotrio voor viool, cello en piano;

### 1970-1979
- (1970): Die Kürze, voor fluit/klarinet, piano en viool/cello;
- (1970): Bermuda Triangle, tenorsax, orgel en versterkte cello;
- (1971): Incidental music from Shakespeare’s The Merchant of Venice
- (1971): Five songs of experience on poems of William Blake (koor en klein ensemble);
- (1972): Amazing Grace (hobo solo);
- (1974): Elegiac songs, voor sopraan en kamerensemble;
- (1975): Nunc Dimitis, voor solisten en piano;
- (1975): Book of hours and seasons, Goethe settings for stem, fluit, cello en piano
- (1975): Three harp songs voor tenor en harp;
- (1975): Moments of vision, voor solisten en kamerensemble;
- (1976): Diotima voor orkest;
- (1976): The flower-fed buffalos, voor bariton, koor en ensemble;
- (1978): Pianoconcert
- (1978): Samuel Chapter, voor sopraan en orkest of kamerensemble;
- (1979): Snow country, voor hobo met 2 violen, altviool, cello en contrabas;
- (1979): The Winter’s tale (opera);
- (1979): Full moon in March (naar Yeats)(opera);
- (1979): Kwintet voor blazers voor fluit, hobo, clarinet, fagot en hoorn;

### 1980-1989
- (1980): Vioolconcert;
- (1980): Due Libri dei Mottetti di Montale
- (1981): Symfonie nr 1
- (1981): Due libie, voor mezzosopraan en kamerensemble;
- (1981): Organum for Paul Fromm, voor klokkenspel/marimba/vibrafoon en harp/piano;
- (1981): Pianokwintet, voor 2 violen, altviool, cello en piano;
- (1982): Exequien for Calvin Simmons voor kamerensemble;
- (1982): Overture for MichaelKohlhaas, voor koperensemble;
- (1982): Mirabai songs (liederencyclus)
- (1982): Variations voor klarinet, viool en piano
- (1983-1984): Ulysses’ Raft en Ulysses’ Bow (ballet);
- (1984): The natural world ;
- (1985): Concert voor hobo, klarinet en strijkorkest;
- (1985): Four songs of solitude (orkest) ;
- (1985): Remembering Gatsby (voor orkest of kamerorkest);
- (1985): Twilight music;
- (1985): Strijkkwartet nr. 1;
- (1985): Twilight music, voor hoorn, viool en piano;
- (1986): Music for eigtheen winds;
- (1986): Fanfare for Foley’s (fanfare)
- (1987): Strijkkwartet nr.2 ;
- (1987): Variations voor viool, klarinet en piano ;
- (1987): The flight in Egypt;
- (1987): Symfonie  nr 2;
- (1987): Two Chorale preludes for Advent, voor hoorn, 2 trompetten, trombone en tuba;
- (1987): Rot und Weiss, voor stem en kamerensemble;
- (1987): The natural world, voor sopraan en kamerensemble;
- (1988): The three wise men (uit Christmas Vespers) (kamermuziek)
- (1988): Simple daylight, voor sopraan en piano;
- (1988): Fantasy duo voor viool en piano;
- (1988): Little Fantasy, voor hoorn, 2 trompetten, trombone en tuba;
- (1988): 19 November 1828, voor viool, altviool, cello en piano;
- (1988): The three wise men, voor verteller en koperblazers;
- (1988): Im Spiegel, voor stem en piano of viool;
- (1989): Nocturne, voor koperkwintet;
- (1989): Words from Paterson, voor bariton en kamerensemble

### 1990-1999
- (1990): Concert voor dubbel brass en orkest;
- (1990): Symfonie nr 3;
- (1990): Altvioolconcert;
- (1990): Fanfares and reflection voor 2 violen;
- (1990): Two Emmanuel Motets, voor solisten en koor;
- (1991): Between two world; voor sopraan, 2 celli, 2 pianos;
- (1991): Hoboconcert;
- (1991): Ave Verum Corpus voor solisten en koor;
- (1991): David’s Fascinating Rhythm method, voor kamerensemble;
- (1991): The rewaking, voor sopraan en strijkkwartet;
- (1991): The flute of interior time, voor bariton (mezzosopraan) en piano;
- (1991): O Magnum mysterium (short setting), voor solisten en koor;
- (1992): O Magnum mysterium (long setting), voor solisten en koor;
- (1992): Fourteen Fables folksongs, voor viool en marimba;
- (1992): The must often used chords (orkest);
- (1992): Inventions for a young percussionist;
- (1992): Inventions for a young pianost;
- (1992): Variations in first position voor strijkkwartet (voor jonge musici);
- (1993): Strijkkwartet nr. 3;
- (1993): Suite, voor cello solo;
- (1993): I,II,III,IV,V; Fantasia on a ground, voor jonge musici;
- (1993): Celloconcert;
- (1993): Three city blocks voor blazers en percussie
- (1994): San Antonio voor blazers;
- (1994): Fluitconcert;
- (1994): San Antonio, voor altsaxofoon en piano;
- (1994): Thanks Victor voor 2 violen, altviool en cello;
- (1994): Trio sonate voor klarinetten (2 klarinetten en 1 basklarinet);
- (1994): Trio sonate voor dubbelrietblazers (hobo, hobo di caccia, fagot);
- (1994): Trio sonate voor saxofoons (sopraan, alt en bariton);
- (1994): Trio sonate voor strijkers (viool, altviool en cello);
- (1994): Communion words voor solisten en koor;
- (1994): Concerning them which are asleep, voor solisten en koor;
- (1995): Flashes and illuminations voor bariton en piano;
- (1995): Emerson, voor solisten en dubbelkoor;
- (1995): Requiem of Reconciliation;
- (1995): Juste Judex uit Requiem of Reconciliation, voor mezzosopraan, bas, koor en ensemble;
- (1995): Recordare uit Requiem of Reconciliation, voor mezzosopraan, bas, koor en ensemble;
- (1995): December 1 voor sopraan en kamerensemble;
- (1995): Chorale Cantata voor sopraan, 2 violen, altviool, cello en contrabas;
- (1995): Chorale Cantate, voor sopraan, hobo en strijkers;
- (1996): Veni Creator Spiritus, voor solisten en koor;
- (1996): Olympic dances voor blazers;
- (1996): Music when soft voices die, voor solisten en koor en orgel;
- (1997): Fanfare for a free man, voor 3 hobo’s en 3 fagotten;
- (1997): Evening (Der Abend); voor solisten en koor;
- (1998): Four Psalms voor sopraan, mezzosopraan, tenor, bariton, koor en ensemble;
- (1998): La primavera di Sottaripa, voor sopraan en kamerensemble;
- (1999): The white swallow, voor mezzosopraan en kamerensemble;
- (1999): North and South; six poems of Elizabeth Bishop (liederen);

### 2000-nu
- (2000): Six American painters; versie voor fluit, viool altviool en cello;
- (2000): Six American painters; versie voor hobo, viool, altviool en cello;
- (2001): Songs America love to sing/Variations on common tunes voor fluit, (bas)klarinet, viool, cello en piano;
- (2001): Partita voor orkest;
- (2001): Chaconne, voor fluit, klarinet, viool, cello en piano;
- (2002): We do not live to ourselves, voor solisten en koor;
- (2002): Strijkkwartet nr. 4;
- (2002): Requiem, voor sopraan, mezzosopraan, tenor, bariton, koor en ensemble;
- (2002): Aria: Song for the rainy season; mezzosopraan en kamerensemble;
- (2003): Trio II voor viool, cello en piano;
- (2003): Cucaraccia and Fugue, voor 4 altviolen;
- (2003): The violist’s notebook part 1, voor altviool solo
- (2003): The violist;s notebook part 2, voor altviool solo
- (2003): Ain’t goin’ to study war no more, voor bariton
- (2004): Crane sightings, ecloge voor viool en strijkorkest;
- (2004): Symfonie nr 4;
- (2004): Darkbloom, ouverture voor een denkbeeldige opera (orkest);
- (2004): Abraham voor koor en koperblazers;
- (2004): Charity never faileth voor koor;
- (2004): Let not your heart be troubled;
- (2004): My little children, let uw not love in word, voor solisten en piano;
- (2005): But Mary stood, voor koor en strijkers;
- (2005): Canonical American songbook (orkest);
- (2005): Umbrian Landscape with Saint (orkest);
- (2005): Concert for bass viol (concert voor contrabas met orkest);
- (2006): Milosz songs, voor mezzosopraan en orkest;
- (2006): Abu Ghraib; voor viool en piano;

### Onbekend jaar van compositie
- (????): Waltz-Passacaglia (orkest)
- (????): Altvioolsonate;
- (????): Andante con moto for piano en cello;
- (????): Psalm 137 voor koor ( uit Vier Psalmen);
- (????): Six Motets, voor solisten en koor;